# Jin-Roh
Люди-вовки (яп. 人狼) — повнометражний аніме-фільм режисера Хіроюкі Окіура 1999 року.

## Сюжет
Альтернативна реальність, 50-ті роки XX століття. Японія після Другої світової війни окупована Німеччиною. Під час виконання завдання Фусе, член загону спецпризначення, стає причиною загибелі юної терористки. Невдовзі він начебто випадково знайомиться з її старшою сестрою, у них починається роман… Роман, схожий на страшну казку про Червоний Капелюшок, книгу, яку дарує Фусе його нова подруга. З кожною прочитаною сторінкою світ навколо них починає змінюватися та руйнуватися. Вир подій — брехня та правда, яку не відрізнити від брехні, зрада та політичні інтриги, сни та галюцинації, хижаки та жертви – укотре нам доводить, що найнебезпечніша з усіх тварин саме людина.